# Искра, Антон Леонтьевич
Антон Леонтьевич Искра (4 мая 1924 года, Турбов — 2005, Москва) — доктор технических наук, лауреат Государственной премии СССР, лауреат премии Жуковского.

## Биография
Принимал участие в боях Великой Отечественной войны.
Поступил в Читинский пединститут. В 1947 году перевелся на второй курс МФТИ. Выпускник первого выпуска специальности «Аэродинамика» МФТИ в 1952 году.
Работал в ЦАГИ. Соавтор четырёх изобретений СССР. Автор трёх изобретений.